# スタジオロン
有限会社スタジオロンは、かつて存在したアニメーションの企画・制作およびデジタルコンテンツ制作を主な事業内容としていた日本の企業。

## 概要・沿革
アートランドで色指定検査を担当していた坂井憲興が2000年7月に設立し作画・仕上スタジオとして「スタジオロン」を設立したのがその発祥である（社名の「ロン」とは、「龍」の中国読みであり、設立した年がちょうど辰年だった事からきている）。
設立当初は他社からの作画・仕上げを主に手がけていたが業務拡大を目的に2003年4月に法人組織化それとほぼ同時に背景美術部門スタジオとして「アトリエロン」を設立し、2005年頃に制作スタッフを立ち上げグロス請けを開始。作画・仕上・背景のみ参加から制作全般へと業務を拡大した。またそれとほぼ同時期にデジタルコンテンツ部と第2スタジオを設立した。
2006年に『アクビガール』より元請制作を開始するも同年8月に背景美術部門スタジオだった「アトリエロン」が「HIJIRI」として独立し規模を縮小した。
同社には作画と制作を置いた本社スタジオがありそこを拠点に経理・デジタルコンテンツ・撮影・仕上部門を置いた第2スタジオがある。また同社の仕上スタッフはアスリード制作作品やアートランド制作作品のメインスタッフとして抜粋される方が多い（例として前者は福谷直樹が『みなみけ～おかわり～』後者は佐藤裕子が『GUNSLINGER GIRL -IL TEATRINO-』で色彩設計として参加 ）。
2009年に活動停止。その後、同社の特殊効果スタッフである酒井寿一が新たに「アルビオン」を設立し、ロンのスタッフの大半が移籍したが、こちらも2015年に入り活動停止となっている。

## 主な作品

### テレビアニメ
- アクビガール （2006年）
- マッハガール （2008年）

### 仕上担当作品
- SHUFFLE!シリーズ
  - SHUFFLE! （2005年-2006年）
  - SHUFFLE!MEMORIES （2007年）
- 獣王星 （2006年）
- ザ・サード 〜蒼い瞳の少女〜（2006年）
- 地球へ… （2007年）
- オーバードライブ -Over Drive- （2007年）
- ヒロイック・エイジ （2007年）
- ひとひら （2007年）
- ZOMBIE-LOAN （2007年）
- みなみけ （2007年）

### 制作協力
- GANTZ 〜the first stage〜 （制作元請：ゴンゾ、各話制作協力、2004年）
- お伽草子 （制作元請：Production I.G、各話制作協力、2004年）
- 月は東に日は西に 〜Operation Sanctuary〜 （制作元請：RADIX、各話協力プロダクション、2004年）
- 砂ぼうず （制作元請：ゴンゾ、各話制作協力、2004年-2005年）
- 好きなものは好きだからしょうがない!! （制作元請：ゼクシズ、各話制作協力、2005年）
- LOVELESS （制作元請：J.C.STAFF、各話制作協力、2005年）
- 極上生徒会 （制作元請：J.C.STAFF、各話制作協力、2005年）
- ハチミツとクローバー （制作元請：J.C.STAFF、各話制作協力、2005年）
- ARIAシリーズ
  - ARIA The ANIMATION （制作元請：ハルフィルムメーカー、各話制作協力、2005年）
  - ARIA The NATURAL （制作元請：ハルフィルムメーカー、各話制作協力、2006年）
  - ARIA The ORIGINATION （制作元請：ハルフィルムメーカー、各話制作協力、2008年）
- エンジェル・ハート （制作元請：トムス・エンタテインメント、各話制作協力、2005年-2006年）
- 神様家族 （制作元請：東映アニメーション、各話制作協力、2006年）
- くじびきアンバランス （制作元請：亜細亜堂、各話制作協力、2006年）
- 銀色のオリンシス （制作元請：東映アニメーション、各話制作協力、2006年）
- エア・ギア （制作元請：東映アニメーション、各話制作協力、2006年）
- 貧乏姉妹物語 （制作元請：東映アニメーション、各話制作協力、2006年）
- NANA （制作元請：マッドハウス、各話制作協力、2006年）
- BLOOD+ （制作元請：Production I.G、各話制作協力、2006年）
- シュヴァリエ 〜Le Chevalier D'Eon〜 （制作元請：Production I.G、各話制作協力、2006年）
- 僕等がいた （制作元請：アートランド、各話制作協力、2006年）
- 金色のコルダ〜primo passo〜 （制作元請：ゆめ太カンパニー、各話制作協力、2006年-2007年）
- 武装錬金 （制作元請：ジーベック、各話制作協力、2006年-2007年）
- ヤマトナデシコ七変化♥ （制作元請：日本アニメーション、各話制作協力、2006年-2007年）
- この青空に約束を― 〜ようこそつぐみ寮へ〜 （制作元請：アートランド、各話制作協力、2007年）
- 魔法少女リリカルなのはStrikerS （制作元請：セブン・アークス、各話制作協力、2007年）
- ケンコー全裸系水泳部 ウミショー （制作元請：アートランド、各話制作協力、2007年）
- レ・ミゼラブル 少女コゼット （制作元請：日本アニメーション、各話制作協力、2007年）
- 鉄子の旅 （制作元請：グループ・タック、各話制作協力、2007年）
- ONE PIECE（制作元請：東映アニメーション、各話制作協力、2007年）
- ポルフィの長い旅 （制作元請：日本アニメーション、各話制作協力、2008年）
- ネットゴーストPIPOPA （制作元請：スタジオ雲雀、各話制作協力、2008年~2009年）
- 魔法遣いに大切なこと 〜夏のソラ〜 （制作元請：ハルフィルムメーカー、各話制作協力、2008年）
- RD 潜脳調査室 （制作元請：Production I.G、各話制作協力、2008年）
- ヒャッコ （制作元請：日本アニメーション、各話制作協力、2008年）
- TYTANIA -タイタニア- （制作元請：アートランド、各話制作協力、2008年）
- ソウルイーター （制作元請：ボンズ、各話制作協力、2008年）
- スキップ・ビート! （制作元請：ハルフィルムメーカー、各話制作協力、2008年）
- 喰霊 -零- （制作元請：アスリード・AICスピリッツ、各話制作協力、2008年）
- みなみけ おかえり （制作元請：アスリード、各話制作協力、2009年）

## 関連人物
- 谷津美弥子